# Доня Пургарія
Доня Пургарія (хорв. Donja Purgarija) — населений пункт у Хорватії, у Загребській жупанії у складі громади Клинча-Села.

## Населення
Населення за даними перепису 2011 року становило 123 осіб.
Динаміка чисельності населення поселення:

## Клімат
Середня річна температура становить 10,26 °C, середня максимальна – 24,18 °C, а середня мінімальна – -6,07 °C. Середня річна кількість опадів – 1007 мм.
| Клімат поселення                              | Клімат поселення | Клімат поселення | Клімат поселення | Клімат поселення | Клімат поселення | Клімат поселення | Клімат поселення | Клімат поселення | Клімат поселення | Клімат поселення | Клімат поселення | Клімат поселення | Клімат поселення |
| Показник                                      | Січ.             | Лют.             | Бер.             | Квіт.            | Трав.            | Черв.            | Лип.             | Серп.            | Вер.             | Жовт.            | Лист.            | Груд.            |                  |
| Середній максимум, °C                         | 6,03             | 7,90             | 12,14            | 16,41            | 21,11            | 24,18            | 23,71            | 23,14            | 19,39            | 14,28            | 8,71             | 4,82             |                  |
| Середня температура, °C                       | −0,03            | 1,84             | 6,08             | 10,36            | 15,05            | 18,14            | 19,99            | 19,42            | 15,66            | 10,54            | 4,99             | 1,10             |                  |
| Середній мінімум, °C                          | −6,07            | −4,22            | 0,02             | 4,30             | 9,00             | 12,06            | 16,27            | 15,70            | 11,94            | 6,82             | 1,26             | −2,63            |                  |
| Норма опадів, мм                              | 54               | 54               | 68               | 76               | 85               | 108              | 95               | 98               | 99               | 97               | 99               | 74               |                  |
| Середньомісячна швидкість вітру, м/с          | 1.60             | 1.78             | 2.19             | 2.10             | 1.92             | 1.79             | 1.70             | 1.60             | 1.50             | 1.58             | 1.68             | 1.63             |                  |
| Середньомісячна сонячна радіація, кДж/м²·день | 4163             | 6882             | 10437            | 14860            | 18956            | 20871            | 21785            | 18830            | 13934            | 8701             | 4585             | 3328             |                  |
| --------------------------------------------- | ---------------- | ---------------- | ---------------- | ---------------- | ---------------- | ---------------- | ---------------- | ---------------- | ---------------- | ---------------- | ---------------- | ---------------- | ---------------- |
| Джерело:                                      |                  |                  |                  |                  |                  |                  |                  |                  |                  |                  |                  |                  |                  |